# Rejon kilijski
Rejon kilijski – była jednostka administracyjna wchodząca w skład obwodu odeskiego Ukrainy.
Rejon utworzony w 1940, ma powierzchnię 1359 km² i liczy około 60 tysięcy mieszkańców. Siedzibą władz rejonu jest Kilia. Graniczy z Morzem Czarnym. Znajduje się tu jezioro Sasyk. Przepływają rzeki: Dunaj, Kogylnik, Strumok, Kirgiż-Kitaj, Alijaga. W skład rejonu wchodzi też najbardziej oddalona morska wyspa Ukrainy - Wyspa Zmieina.
Na terenie rejonu znajdują się 2 miejskie rady i 13 silskich rad, obejmujących w sumie 16 wsi i 2 osady.

## Miejscowości rejonu
- (Біле)
- (Червоний Яр)
- (Десантне)
- (Дзинілор)
- (Дмитрівка)
- (Фурманівка)
- Kilia (Кілія)
- (Ліски)
- (Миколаївка)
- (Мирне)
- (Новомиколаївка)
- (Новоселівка)
- (Помазани)
- (Приморське)
- (Приозерне)
- (Старі Трояни)
- (Шевченкове)
- (Трудове)
- (Василівка)
- Wilkowo (Вилкове)